# Avelin
Avelin è un comune francese di 2 565 abitanti situato nel dipartimento del Nord nella regione dell'Alta Francia. Fa parte del territorio del Mélantois.

## Società

### Evoluzione demografica
Abitanti censiti